# 必殺技
必殺技（ひっさつわざ）とは、敵と戦う上で持ち合わせている技術・技・武器術などのうち、特に大打撃を与える威力や破壊力を持つもののことである。字義的には「必ず殺す技」と解釈できるが、必ずしも相手の命を奪う技とは限らず、寧ろ本当に殺傷力を持つ必殺技は稀ですらある。（用意や条件を持たない通常攻撃に対して）ポーズや道具など、ある程度の事前準備や使用条件を持つ強力な技の総称として用いられる。商標として出願されたことがある（後述）。

## スポーツ
ショー的要素が強く技の多い格闘技（プロレスなど）では、選手の持ち技、決め技（フィニッシュ・ホールド）として用いられる。ただし大相撲など伝統的な武道では、「得意技」ということはあれども、「必殺技」とはいわれることはあまりない。また武術に形はあるが必殺技の意味ではない。ただし佐々木小次郎の「燕返し」の存在は漫画などの必殺技に大きな影響を与えた。
プロレスにおける必殺技は、決め技であるフィニッシュ・ホールドとも呼ばれ、「空手チョップ」（力道山）、「十六文キック」（ジャイアント馬場）、「卍固め」、「延髄斬り」（アントニオ猪木）などが代表例として挙げられる。これらはまさしくそれぞれの選手を象徴する技であった。
またこれになぞらえて、格闘技以外でも相手に対して絶対的優位を得る技を必殺技と俗称することがある。野球選手イチローの驚異的好返は「レーザービーム」と呼ばれ、ここから広がりイチローに限らず同様の好返球を指して「レーザービーム」と呼ぶことがある。あるいは卓球選手福原愛の「王子サーブ」も同様のものといえる。

## 漫画・特撮など
漫画、特撮、アニメなどにおいて、特にヒーロー物の作品の場合、キャラクターは必殺技を持ち、それを封じられたりあるいは破られ、新しい必殺技を会得するなど物語に欠かせない要素となっている。
ただし、必殺技を持たないヒーローも少なくない。特撮ヒーローの元祖とされる月光仮面には必殺技が存在しない。アメリカン・コミックスの主役であるスーパーマンやバットマンにも特に必殺技といえるようなものはない。
ヒーローの必殺技は、必ずしも悪役を殺すものとは限らない。『星雲仮面マシンマン』のカタルシスウェーブや『ウルトラマンコスモス』のフルムーンレクトのように、敵を改心、沈静化、浄化による戦意喪失させる技がよい例であり、『美少女戦士セーラームーン』『東京ミュウミュウ』などの少女漫画系の作品はこのような技も多い。
世界観も必殺技の有無に影響する。『機動戦士ガンダム』においてガンダムはビームライフルやビームサーベルで数多くの敵を倒したが、リアルロボットものの始祖であるこの作品においてはこれらを普通は必殺武器とは呼ばない。これに対し、同じガンダムシリーズでも『機動武闘伝Gガンダム』では、シャイニングガンダムの「シャイニングフィンガー」やゴッドガンダムの「爆熱ゴッドフィンガー」、流派・東方不敗における奥技「超級覇王電影弾」「石破天驚拳」など必殺技と呼べる技が数多く登場する。代表的なこの種の必殺技として、以下のようなものが挙げられる。
- 猿飛の術、霧隠の術（真田十勇士） - 明治時代の講談ですでに登場している。ただし当時は必殺技という言葉が無く「忍法」。猿飛の術は移動技、霧隠の術は目晦ましと、どちらも直接ダメージを与える技ではないが、直接ダメージを与える忍法も存在する。
- 円月殺法（眠狂四郎） - 剣による必殺技（「必殺剣」と呼ばれた）の元祖（燕返しなど「実在した」と言われるものは除く）。
- スペシウム光線（ウルトラマン） - ウルトラシリーズの主役キャラクターのほとんどが、身体より光線を放つ必殺技を有する。
- ライダーキック（仮面ライダー） - 仮面ライダーシリーズの主役キャラクターの多くが、跳び蹴り技を必殺技とする。
- ゴレンジャーストーム、ゴレンジャーハリケーン（秘密戦隊ゴレンジャー） - スーパー戦隊シリーズなど戦隊ものでは、主人公たちの連携技や合体技を必殺技とする。
- 科学忍法火の鳥（科学忍者隊ガッチャマン） - 「炎や光で身を包んで敵に体当たりする」の元祖。
- ロケットパンチ、ブレストファイヤー（マジンガーZ） - ロケットパンチは、劇中に持たないキャラクターにも超合金では装備されたりもした。
- 天空剣Vの字斬り（超電磁マシーン ボルテスV） - 巨大ロボットによる剣での必殺技の元祖。特にスーパー戦隊シリーズに影響を与えた。
- キン肉バスター（キン肉マン） - 続編では息子のキン肉万太郎が使用するようになる。また、作中には派生技も複数登場する。『キン肉マン』のゲームはもちろん、他の格闘ゲームでも「○○バスター」という模倣技が多数存在する。
- かめはめ波（ドラゴンボール） - 手から気の球を撃つ技。
- アバンストラッシュ（DRAGON QUEST -ダイの大冒険-） - 剣で闘気を放つもの。
- 奇面フラッシュ（ハイスクール!奇面組） - 相手を驚かすだけの技。ギャグ漫画であり、話を誤魔化したり強引に纏めたりと、芸人の一発ギャグに近い。
- 忍法・跳頭（ムジナ (漫画)） - 相手を驚かすだけの技。ただし相手が驚いている隙に斬殺をするのが目的のため、見た目の間抜けさに反して数々の敵を葬っている。また、同じ相手に二度は通用しないため「（見せたからには）必ず殺“さなくてはならない”技」でもある。
- ビックリドッキリメカ（ヤッターマン） - 敵を倒すための小型メカを出動させる。以後、本体は応援をするだけ。
- 地獄車（柔道一直線） - 相手は派手に何メートルも投げ飛ばされるが、あくまでも柔道のため死ぬことはない。
- キャット空中三回転（いなかっぺ大将） - 柔道で派手に何メートルも投げ飛ばされた時、空中三回転をして足から着地、一本を取られないようにする防御技。
- 大リーグボール1号/2号消える魔球/3号（巨人の星） - 後のスポーツ漫画（野球に限らず球技全般）に魔球ブームを作る。

## テレビゲーム
テレビゲーム、特に2D対戦型格闘ゲームでは、ボタンを押すだけで発生する通常の攻撃（通常技）とは別に設定されている技を呼ぶ。設定時間（大抵長くても数秒）内にレバーやボタンを一定の手順で操作すると発動し、通常技よりも与えるダメージが大きいのが特徴であるが、一部例外もある。その他のゲームでは、使用の際に何らかの制約がある場合が多い。
一定の熟練を要するため、対戦型格闘ゲームの黎明期では文字通り「必ず殺す技」といえるほどのダメージを相手に与える技であったが、現在では特殊な操作を要する技一般を「必殺技」と呼んでいる。また後年には画面内を素早く移動するのみなど、相手にダメージを与えないものも含まれるようになる（上記の通り、マンガなどには攻撃をしない必殺技も既に存在していた）。
例として、対戦型格闘ゲーム初期の代表作『ストリートファイターII』では、主人公のリュウとそのライバルのケンは共に、手からエネルギー弾を相手に向けて発射する「波動拳」、空中で連続して回転蹴りを繰り出す「竜巻旋風脚」、上空に跳び上がりながら強力なアッパーカットを放つ「昇龍拳」という必殺技を持つ。これらはそれぞれ以下のような操作を行うことで必殺技が発動する。キャラクターが右を向いている状態において
- 波動拳 - レバーを   + パンチ（「+」は同時入力）
- 竜巻旋風脚 - レバーを   + キック
- 昇龍拳 - レバーを   + パンチ

上に挙げた例で、昇龍拳のコマンドはレバーを往復させる必要があるため、他の2つに比べてやや難しい。その分、昇龍拳の威力は高い。この技を出せること自体がある種のステータスとなっていた時期もあった。特に波動拳と昇龍拳のコマンドは、後続のゲームのほとんど全てにおいて「相手に向かって弾を飛ばす技」「跳び上がりつつ攻撃し空中の相手を迎え撃つ技」にそれぞれ割り当てられている。
他には、レバーをある方向に長く入れてためた後に反対側の方向＋攻撃ボタンで出せる技（ガイルの「ソニックブーム」や「サマーソルトキック」など。「タメ技」と呼ぶのが一般的。）やボタン同時押しで出せる技（ザンギエフのダブルラリアットなど）、ボタン連打で出せる技（エドモンド本田の百裂張り手や春麗の百裂キックなど）、ボタンを長く押し続けてから離すもの（マイク・バイソンのターンパンチなど。これも「タメ技」と呼ばれる場合がある。「ホールドボタン技」と呼ばれる場合がある。）がある。「レバーを   + パンチまたはキック3個同時押し」（ダルシムの「ヨガテレポート」など）のように、いくつかのタイプが複合されたものもある。
ゲームによっては特殊な条件で発動し、通常の必殺技を凌ぐ大ダメージを与える「超必殺技」などのシステムも存在する（『龍虎の拳』の「龍虎乱舞」や『闘神伝』の「百鬼猛襲剣」など）。これには「体力が残り少ない状態でないと出せない」「サブゲージを一定まで溜めないと出せない」「コマンドが複雑」などといった制約があることが多い。名称もゲームにより異なる場合（例えば『ストリートファイター』シリーズでは「スーパーコンボ」など）がよくあるが、ユーザーの間では慣例的に「超必殺技」（略して「超必」などとも）と呼称される場合がある。
- 複雑なコマンドの例 - レバーを        + パンチ + キック

ゲームバランスを崩さずに、文字通り必ず殺す（倒す）技も試行錯誤されている。
- スペシウム光線『ウルトラマン (1991年版ゲーム)』

相手の体力を0にしてもスペシウム光線を命中させない限り絶対に倒すことができない。
主に原作が存在するキャラクターゲームで採用されている。
- Fatality（究極神拳）『モータルコンバット』

勝負がついた後、追加コマンドを入力することにより、倒れた相手に止めを刺す演出が行われる。ゲームバランスには一切影響しない。
他には『サムライスピリッツ 天草降臨』の「断末奥義」など。また、キャラクターゲームなどでは追加入力なしに自動で止め演出が発動するものもある。
- GANGAN必殺技『痛快GANGAN行進曲』

相手の体力が一定以下の時しか発動できないが、残りの体力を総て奪うことができるため、命中すれば確実に勝利する。
他には『超鋼戦記キカイオー』の「ファイナルアタック」や『サムライスピリッツ零SPECIAL』の「絶命奥義」など。ただし『サムライスピリッツ零SPECIAL』は二本先取制のため一本取った後でないと発動できない。
- 一撃必殺技『GUILTY GEAR』

その名の通りクリーンヒットすれば確実に相手を倒せる必殺技。これらは隙が大きい、一度しか発動できない、不発に終わった後の行動に制限がかかるなど、発動に大きなリスクを伴うが、大逆転の可能性を秘める。
ただしゲームによっては著しく対戦バランスを損なう結果となってしまったものもあり、戦術の一つとして問題なく組み込めるようになったのは『GUILTY GEAR X』が草分け的存在である。
他には『北斗の拳 (対戦型格闘ゲーム)』の「一撃必殺奥義」など。
対戦型格闘ゲームのヒットによりシューティングゲームやベルトスクロールアクションゲームでもボンバー（以前はこれを必殺技と呼ぶゲームもあった）以外にコマンド入力により必殺技を導入するものが現れる。
日本文化の影響から中華圏でも「必杀技」（bìshājì）の単語が通じる。
またロールプレイングゲーム（RPG）にも必殺技は存在する。初期には「攻撃」と「防御」しか選択肢のなかった戦士にも魔法使い並みの選択肢の多さを与えるために用意されたものである。また、RPG製作ツールである『RPGツクール（95以前）』では知力を0にしない限り、魔法使い以外にもMPが与えられてしまうため、その使い道という考えもあった（作られた作品ひとつひとつの影響力は小さかったが、なにしろ数が多かった）。もともと日本のみでの発想ではあったが、『ストリートファイターII』やアニメの『ドラゴンボール』の世界的なヒットにより海外製のRPGでも採用されるようになる。さらには（テレビゲームではないが）元祖RPGである『ダンジョンズ&ドラゴンズ』にまで採用されるようになった。

## 商標出願
特許庁によると、バンダイから商標（商願2016-005281）として2016年1月19日付でテレビゲームやトレーディングカードゲーム、スロットマシンや釣り具などを含む28類で「必殺技」を出願されていた。
登録されるとバンダイの許諾を得ない限り商標権の侵害になるため「必殺技」という言葉・文字を自由に使用できなくなるが、結局登録はされなかった模様。